# 멕시코
멕시코 합중국(스페인어: Estados Unidos Mexicanos 에스따도스 우니도스 메히까노스[*] 듣기 (도움말·정보), México), 약칭 멕시코(스페인어: México / Méjico 멕시코[*], 문화어: 메히꼬)는 북아메리카 남부에 있는 나라이다. 수도는 멕시코시티이며 2025년 인구는 약 1억 3194만 7천 명으로 세계 10위이다. 북쪽으로는 미국, 서쪽으로는 태평양, 남쪽으로는 과테말라와 벨리즈, 동쪽으로 카리브해와 접한다. 주요 도시로는 멕시코시티, 몬테레이, 과달라하라, 푸에블라, 메리다, 캉쿤 등이 있다.
스페인어를 사용하는 멕시코는 국민의 88.0%가 유럽인과 원주민 사이의 혼혈이며, 10%가 토착인 또는 원주민(나우아족(Nahua), 마야족(Maya), 사포테카스족(Zapotecas), 믹테카스족(Mixtecas), 토토나카스족(Totonacas), 오토미족(Otomi), 마사우아족(Masaua, 우아스텍스족(Uasteks), 푸레페차족(Purepecha))이다.

## 국호
'멕시코(México)'라는 이름은 수도 멕시코시티에서 왔는데, 멕시코 시의 이름은 아즈텍 문명 때 붙은 이름으로 ‘멕시틀리 신의 땅’이라는 뜻이다. 전쟁의 신 멕시틀리의 이름은 metztli(‘달’)와 xictli(‘배꼽’)에서 온 말로 ‘달의 자식’이라는 뜻이 된다. 스페인인들이 멕시코 지방에 왔을 때, 나우아틀어의 /ʃ/ 소리가 스페인어에서 x로 표기하는 소리와 같았기 때문에 멕시틀리를 Mexitli로 쓰는 등 그 소리를 x로 표기했다. 현대 나우아틀어로 멕시코를 부르는 말은 Mēxihco(/meː.ɕiʔ.ko/)이다.
세월이 흐르면서 스페인어의 발음이 바뀌어서 x는 /x/로 소리나게 되었고, /ʒ/로 소리나던 j도 /x/로 소리나게 되었다. 이에 따라 스페인인들은 두 소리를 모두 j로 쓰도록 철자법을 고쳤다. 예를 들어 돈 키호테는 현대 스페인어로 Don Quijote로 쓰는데, 원래 표기는 ‘돈 키소테’에 가까운 Don Quixote였다.
한편 멕시코에서는 관습상 x를 고수하고 있으며, 스페인어를 쓰는 나라에 이 옛 표기법을 권장하고 있다. 스페인 한림원에서는 두 가지 표기법을 인정하고 있으며, 많은 스페인어 사전에서 México를 표제어로, Méjico를 다른 표기로 등재하고 있다. 멕시코 밖의 스페인어권 나라에서 멕시코의 표기로 México를 쓰는 비율은 인구의 0.35%(코스타리카)에서 10%(스페인) 정도이다.
멕시코의 발음 /'mexiko/는 ‘메히꼬’에 가깝지만 대한민국에서는 영어식 발음의 영향으로 ‘멕시코’로 표기한다. 조선민주주의인민공화국에서는 스페인어 원어에 가깝게 ‘메히꼬’로 읽는다.

## 역사

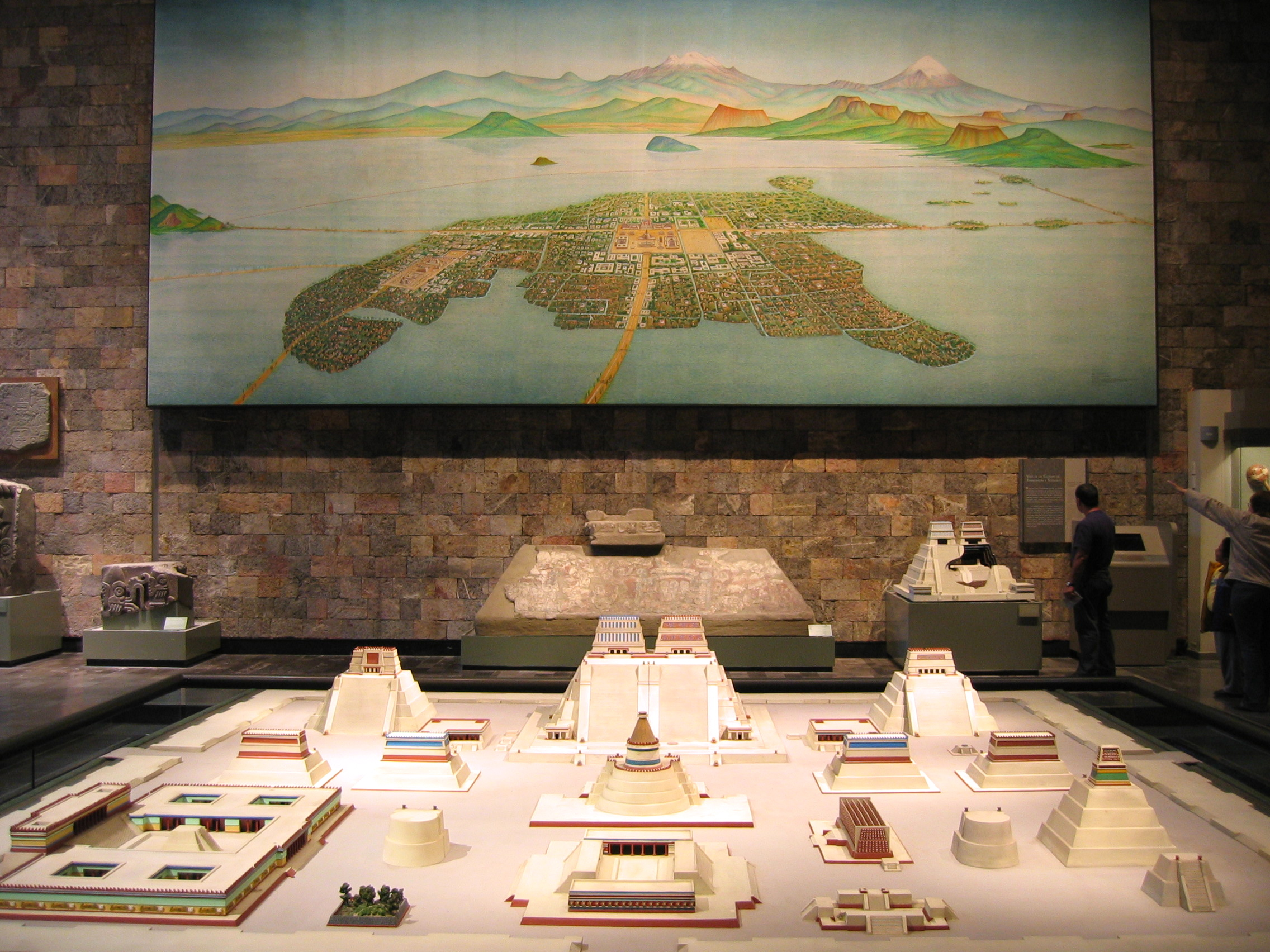
아즈텍의 수도 테노치티틀란의 재현 모델 (멕시코 시티의 인류학의 국립 박물관).

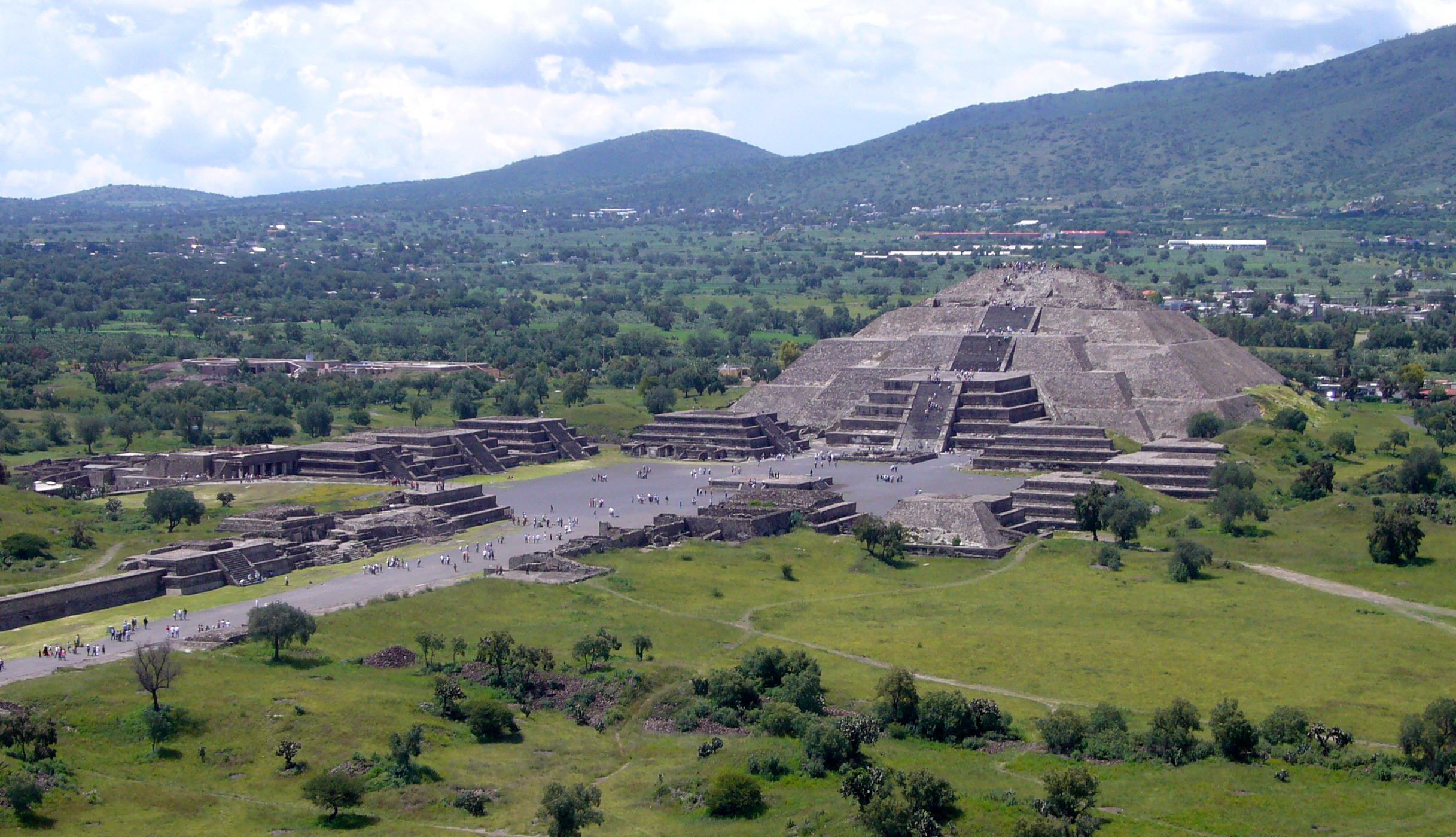
테오티우아칸 고대 중미의 도시에서 달의 피라미드

### 콜럼버스 이전 시대
이 지역은 기원전 2만 년경에 인간이 거주한 흔적이 있으며, 선고전기 중기인 기원전 1300년경 멕시코만을 중심으로 올멕 문명이 발흥했다. 올멕 문명은 그들의 지배자의 모습을 새긴 것으로 알려진 흑인 인종의 특징을 가진 거대한 석상 두상으로 알려져 있다.
선고전 시대의 말기에 멕시코 중앙 고원 텍스코코 호수 남쪽에 원형의 대형 피라미드로 알려진 쿠이쿠일코(Cuicuilco) 동쪽으로 테오티우아칸이라는 거대한 도시가 세워졌다. 그 후에도 후기 마야 문명과 아즈텍 문명과 같은 여러 고급 원주민 문명의 거점으로 활약했다.

### 아즈텍 제국
14세기 후반, 텍스코코 서쪽에 있던 테파넥 족 국가의 아스카포찰코(Azcapotzalco)에 테조조목이라는 지도자가 등장하였다. 그가 이끌던 용병부대였던 아즈텍은 테조조목 사후, 15세기 초반에 텍스코코, 틀라코판과 함께 아즈텍 삼국 동맹을 맺었고, 텍스코코의 이름난 군주였던 네살왈코요틀의 사후에 비로소 완전한 지도력을 갖추고 주변국을 정복하여 아즈텍 호수 위에 수도 테노치티틀란을 중심으로 아즈텍 제국을 형성하였다.

### 스페인 식민지 시대
1492년 콜럼버스가 아메리카에 도달한 이후, 아메리카 대륙은 발견과 탐험의 시대를 거쳐 16세기에 들어서 본격적인 정복과 식민 통치시대가 시작되었다. 레콘키스타 완성직후 재정상황이 좋지 못했던 스페인 왕실은 신대륙 정복사업의 민영화를 추진했다. 수익의 1/5을 상납하는 조건하에 정복자들과 개별계약을 통해 개척사업이 민간주도하에 진행되도록 했다. 1521년 코르테스와 그가 이끄는 정복자들은 아즈텍을 정복하였다. 스페인은 정복한 아즈텍의 수도 테노치티틀란에 멕시코시티를 건설하고 멕시코 일대를 누에바 에스파냐(새로운 스페인)라는 부왕령으로 만들어 식민통치에 들어갔다.
1529년에 탁스코, 1534년에 파추카, 1546년에 사카테카스, 1548년 과나후아토(Guanajuato)에서 은 광산이 발견되었다. 이 지역에서 생산된 은은 볼리비아 포토시은 광산과 함께 스페인에 큰 부를 안겨다 주었다. 스페인은 멕시코시티와 과나후아토 및 사카테카스를 각각 잇는 은의 길(Silver Road)이 건설하고 1630년까지 이 길을 이용하여 생산된 은의 60%를 수출하였다. 멕시코 시티의 조폐소에서 '8 레알 은화'가 만들어졌는데 이 은화는 대항해 시대이래 활발해진 대륙간 교역에서 기축통화로 사용되었다. 은 광산으로 번성한 사카테카스와 과나후아토는 스페인의 식민지배, 선교, 문화 팽창의 중심지가 되었다.
약 300년간 이어진 스페인의 식민지배로 스페인어와 가톨릭이 보급되고, 인디오와 스페인인 사이에 혼혈이 진행됐으며, 스페인 기원의 봉건적 대토지 소유 제도가 생겨났다.

### 멕시코 독립 전쟁

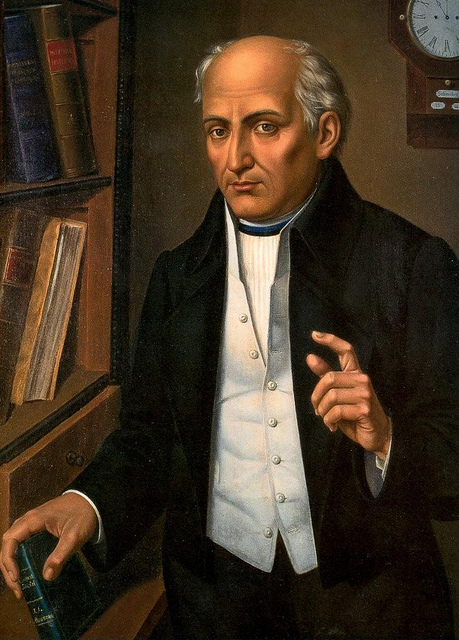
멕시코 독립의 아버지 이달고 신부

스페인의 지배는 300년을 이어졌으며, 18세기에 들어서 미국 독립 전쟁과 프랑스 혁명, 나폴레옹 전쟁 등의 영향을 받아 토착 크리올들 사이에 독립의 분위기가 고조되었다.
1808년, 나폴레옹 1세가 스페인 정쟁에 개입을 빌미로 스페인을 정복한후 왕위를 찬탈하여 형인 조제프를 스페인 왕 호세 1세로 즉위시켰다. 이것에 반발하는 스페인 민중 봉기를 계기로 스페인 독립 전쟁이 시작되면서, 라틴 아메리카 식민지도 신임 국왕에 대한 충성을 거부하였다. 1809년부터 1810년까지 키토, 라파스, 산티아고, 카라카스, 보고타, 부에노스 아이레스와 라틴 아메리카 각지에서 크리올료들의 봉기가 시작되었다. 이런 가운데 멕시코에서도 1810년 9월 16일 이달고 신부 등의 스페인 타도를 외치는 멕시코 독립 전쟁이 시작되면서 오랜 전쟁의 막이 올랐다.
멕시코의 크리올료는 페루의 크리올료와 마찬가지로 원주민들의 민중 반란을 두려워했기 때문에, 독립 운동에는 소극적이었다. 1811년 이달고 신부가 생포된후 순교했고, 독립투쟁을 이어받은 호세 마리아 모렐로스 신부는 1815년에 아구스틴 데 이투르비데가 이끄는 왕당파 군에게 패전하며 총살당했다. 이후 멕시코 지역의 독립투쟁이 지지부진하였으나 1820년 경에 남미에서는 시몬 볼리바르와 호세 데 산마르틴 등이 이끄는 해방군이 각지에서 해방시켰다. 인디아스에 남는 식민지는 도서 지역과 브라질을 제외하면 페루, 중미, 멕시코 밖에 없었다.
스페인 본국에서 자유파가 정권을 잡으면서(리에고 혁명), 1821년 9월 15일에 보수파 크리올료를 대표하는 독립 지도자 아구스틴 데 이투르비데가 멕시코시티에 입성하였고, 독립을 선언했다. 이투르비데는 황제에 즉위하며 제1멕시코 제국을 건국하였고, 중앙아메리카를 병합했다.

### 텍사스 분리 독립

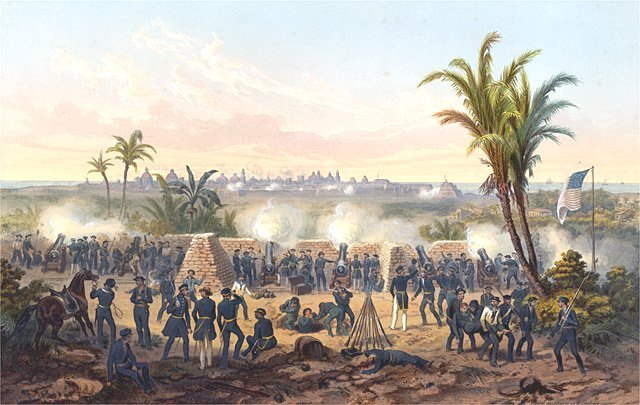
멕시코-미국 전쟁을 통해 멕시코는 국토의 절반에 달하는 캘리포니아를 미국에 빼앗겼다

독립 이후 혼란은 계속되던중에 1823년 황제가 퇴위하고 제국이 붕괴하면서 멕시코 연방 공화국이 되었다. 중미지역은 중앙아메리카 연방 공화국이 분리독립했다. 독립 후 내전에 의한 농업 생산력의 저하, 광산의 생산력 저하, 카우디요 등의 군웅 할거로 유통의 혼란 등 여러 가지 문제가 발생하였고, 정치적으로 불안정한 시대가 이어졌다. 1835년 10월 23일부터 1846년 8월 22일까지는 중앙 집권 국가인 멕시코 공화국이 있었다.
또한 코아우일라이테하스 주에 미국 이주민의 정착을 인정하였고, 1835년에는 앵글로 색슨 계 이주민이 반란을 일으켜 1836년에 멕시코령 테하스는 텍사스 공화국으로 독립을 했다. 그 후, 미국이 1845년 텍사스를 합병하자, 1846년에는 텍사스를 둘러싸고 미국과 멕시코-미국 전쟁이 발발한다. 그러나 멕시코는 멕시코시티를 점령당하고, 1848년에 패배하면서 텍사스를 매각하고 뉴멕시코주·캘리포니아주 등의 땅을 미국에게 팔았다. 결국 멕시코는 리오브라보강 이북의 영토 (이른바 멕시코 할양지)를 상실했다. 영토 상실 과정에서 미국과의 갈등은 깊어졌다.

### 프랑스의 침공
혁명과 내전으로 경제가 악화되자 멕시코 후아레스 대통령은 1861년에 외채상환을 중지하였다. 프랑스, 스페인, 영국의 함대가 1861년 겨울에 멕시코의 베라크루스항(港)을 봉쇄한후 압박해오자 멕시코 정부는 채무 상환 협상에 임하였다. 스페인과 영국은 합의가 종료된후 1862년에 철수했다. 그러나 프랑스군은 돌연 멕시코 영토를 침공하여 멕시코 시티를 점령해버렸다. 먼로 독트린을 선언하며 아메리카와 유럽의 상호 불간섭을 선언했던 미국이 내전에 돌입한 틈을 노린 행위였다.
나폴레옹 3세는 1864년에 오스트리아의 막시밀리안 대공을 황제로 추대하여 멕시코 제2 제국을 수립하였다. 멕시코 대통령 베니토 후아레스가 지휘하는 멕시코 군은 프랑스 군에 거세게 저항했으나 역부족이었다. 1865년 남북전쟁을 끝마친 미국이 먼로 독트린을 재차 천명하며 프랑스에 강력히 항의하였고 멕시코에 무기를 지원하기 시작했다. 미국의 도움을 얻은 멕시코 군은 1866년에 프랑스 원정군을 멕시코에서 퇴각시키는데 성공했다. 주권회복에 성공은 했으나 이후 두고두고 미국의 영향력이 높아지는 계기가 되었다.
후아레즈는 자유주의자로 레포르마 (개혁)을 추진했지만, 1872년 심장마비로 사망했다. 후아레즈의 뒤를 이은 테하다 대통령은 자유주의 정책을 추진했지만, 지도력의 부족으로 흔들리게 되었다.

### 디아스의 독재와 멕시코 혁명
이 틈을 타서, 1876년 프랑스 개입 전쟁의 영웅 포르피리오 디아스가 쿠데타를 일으켜 대통령에 취임했다. 디아스는 30년 이상에 걸친 강압적인 독재를 펼쳤으며, 외자를 도입하고 경제를 확장시켰지만, 비민주적인 정권 운영으로 국내 각지에 소요를 유발했다.
1907년 공황의 영향이 멕시코에 미치자 각처에서 노동쟁의가 발발하였고, 1910년 대통령 선거가 치러졌다. 디아스가 상대 후보인 프란시스코 마데로를 체포 감금했던 것이 계기가 되어 ‘멕시코 혁명’이 시작되었다. 판초 비야, 에밀리아노 사파타, 베누스티아노 카란, 알바로 오브레곤 등이 이끈 혁명군은 노선의 차이에도 불구하고 결국 정부군을 물리치고 1917년에 혁명 헌법을 반포하면서 혁명은 끝이 났다. 혁명은 끝났지만, 지도자들 간의 노선 대립으로 잠시동안 정치적 불안 상태가 이어졌다.

### PRI 일당 독재
1929년에는 국내의 다양한 혁명 세력을 하나로 묶어 국민혁명당(PNR)이 결성되어 71년간 사실상 일당 독재 체제가 수립되었다. 1934년에 성립된 라자로 카르데나스 정부는 유전 국유화 사업이나 토지 개혁을 실시하여 국내의 경제 구조는 안정되었다. 이후 당명을 제도혁명당(PRI)으로 바꾸었으며, 제2차 세계 대전을 사이에 두고 일당 독재 하에 국가의 개발을 진행했다. PRI는 국내에서는 일당 독재를 추진하고, 미국과 서방의 자본에 의해 경제를 확대했지만, 다른 한편 외교적인 면에서는 쿠바 등 라틴아메리카의 좌파 정권과의 관계도 밀접하게 가져갔으며, 정책이 모순된 체제면서도 냉전이 종결된 20세기 말까지 여당으로서 정치를 지배했다.
또한 20세기 초반부터 중반까지는 석유와 실버의 생산과 수출이 큰 부를 가져다줬지만, 동시에 진행된 근대산업화 과정에서 막대한 대외 부채를 안게 되었다. 20세기 중반에 산업화에 성공했지만 만성적인 인플레이션과 일부 부유층에 집중된 부의 불균형, 그리고 자원 가격 폭락에 따른 경제 위기 등 현대에 이르기까지 국민을 괴롭히는 결과가 되었다.

### EZLNf

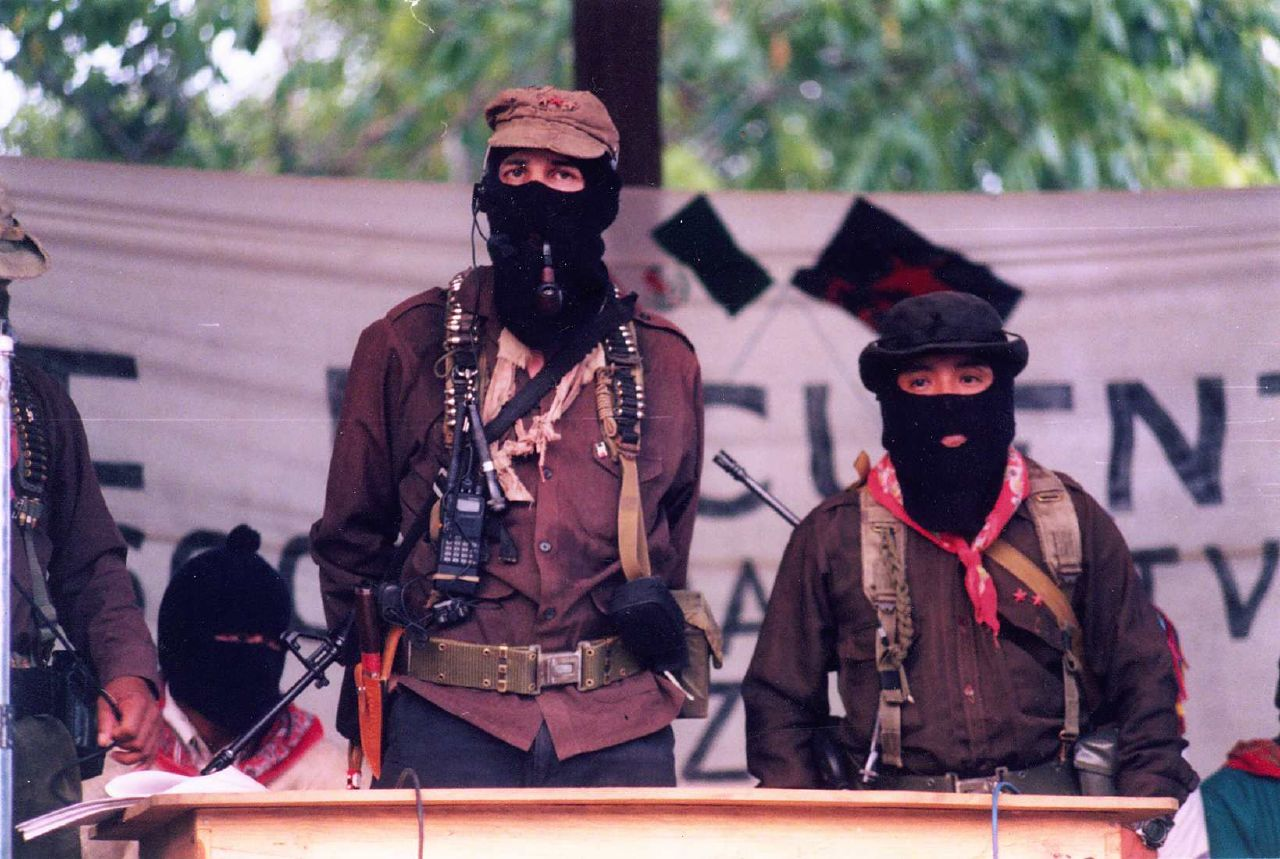
사파티스타 민족 해방군(EZLN의 마르코스 부사령관(가운데). NAFTA의 발효일에 치아파스 주에서 봉기, 마야계 인디오의 생활을 위한 공간을 요구하며 반자본주의 기치를 내걸고 자치 운동을 하고 있다

또한 최남단 과테말라 국경 지대의 치아파스주는 북미자유무역협정(NAFTA)이 발효된 1994년 1월 1일 무장봉기한 사파티스타 민족 해방군에 의한 통치가 이어져 사실상 해방구가 되었다. 1994년에 발효된 NAFTA는 미국, 캐나다와의 무역을 확대하는 한편 빈부격차를 일시적으로 확대하고 전통적인 공동체에 사는 인디오의 공유지를 해체하고, 미국산 옥수수와의 경쟁에서 패배한 농민의 권리를 침해하는 것이었기 때문에, 같은 해 1월 1일에 마르코스 부사령관 등이 이끄는 사파티스타 민족해방군(EZLN)이 가난한 주 치아파스 주에서 봉기했다. 사파티스타는 전투를 치른 후 치아파스 주를 해방구로 선포하고 반세계화 운동의 최대적 존재로서 내외의 지원을 받아 현재도 정부군과 대치가 계속되고 있다. 그 후 2000년에 PRI는 만연한 부패와 침체된 경제 실책에 대한 책임, 사파티스타 민족해방군의 봉기 등의 책임을 지고 총선에서 패배하면서, 국민행동당이 71년 독재에 종지부를 찍었다. 

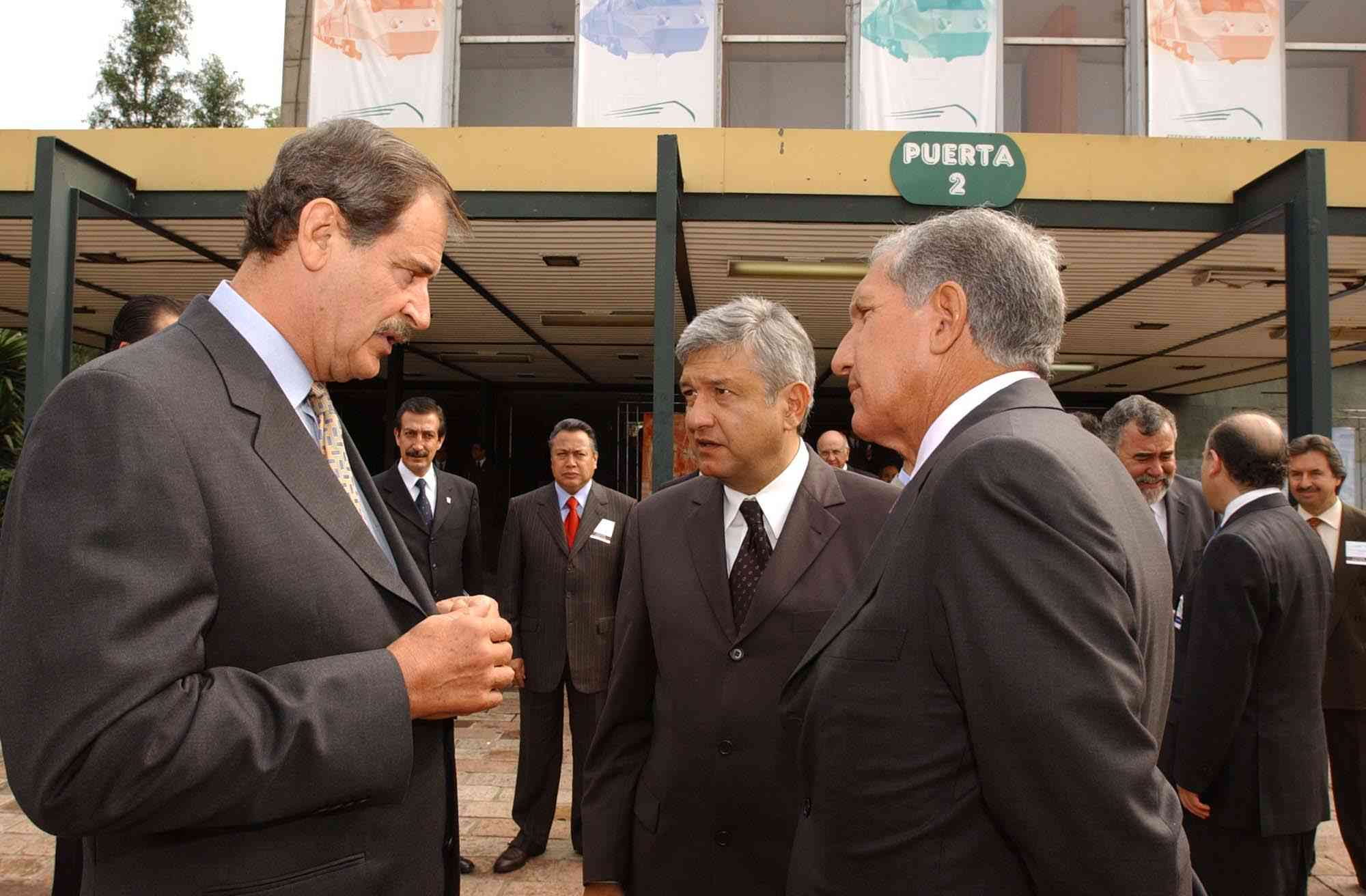
55대 비센테 폭스 대통령(왼쪽)

2000년대, 특히 2005년 이후 마약 카르텔의 항쟁에 의해 치안이 악화된다. 전 정권인 칼데론 정부는 마약 카르텔과 유착한 경찰 간부와 주지사 조차도 체포하겠다는 강경 자세로 군을 이끌었고, 마약 범죄 조직을 단속했다. 이에 따라 카르텔의 폭력에 의한 사망자가 급증하였고, 2010년에는 매년 1만 5천명 이상의 사망자를 내는 사태가 되었다 (멕시코 마약 전쟁).
한편, 원유가의 상승이나 NAFTA 체결 후 수출 물량 증가, 또한 내수 확대에 의해 중산층이 증가하고 넥스트 일레븐의 한 국가로 꼽히고 있다. 경제 정책에서는 유가 상승에 따라 휘발유 가격을 지속적으로 인상하여 국민들로부터 불만의 목소리가 높아지고 있었다.
2009년에 들어 와서는 캐나다와 미국과 함께 신종플루(H1N1)의 발상지가 되었다.
2010년 7월 4일, 전국 32개 주 중 14개 주에서 지방 선거가 실시되었다. 2000년까지 집권당이었던 야당 제도혁명당(PRI)이 압승(지사 선거가 실시된 12개 주 중 10개 주에서 당선)을 했다.

### PRI 정권의 재등장
2012년 7월 실시된 대통령 선거에서 중도주의 정당인 제도혁명당(PRI)의 엔리케 페냐 니에토(임기 : 2012년 12월 1일 ~ 2018년 11월 30일)가 선출되어 대통령 직을 수행하여 안드레스 마누엘 로페스 오브라도르에게 정권을 내주고 퇴임하였다.

### PRI 정권의 몰락과 89년만에 좌파 정권 탄생
2018년 7월 실시된 대통령 선거에서 국가재생운동을 창당한 멕시코 정치의 좌파를 대표하는 인물인 안드레스 마누엘 로페스 오브라도르가 당선이 확정되어 1929년 대통령 선거 이후 89년 만에 좌파 정권으로 교체되었으며 현재는 국가재생운동 소속의 클라우디아 셰인바움이 대통령이 되었다.

## 지리와 기후

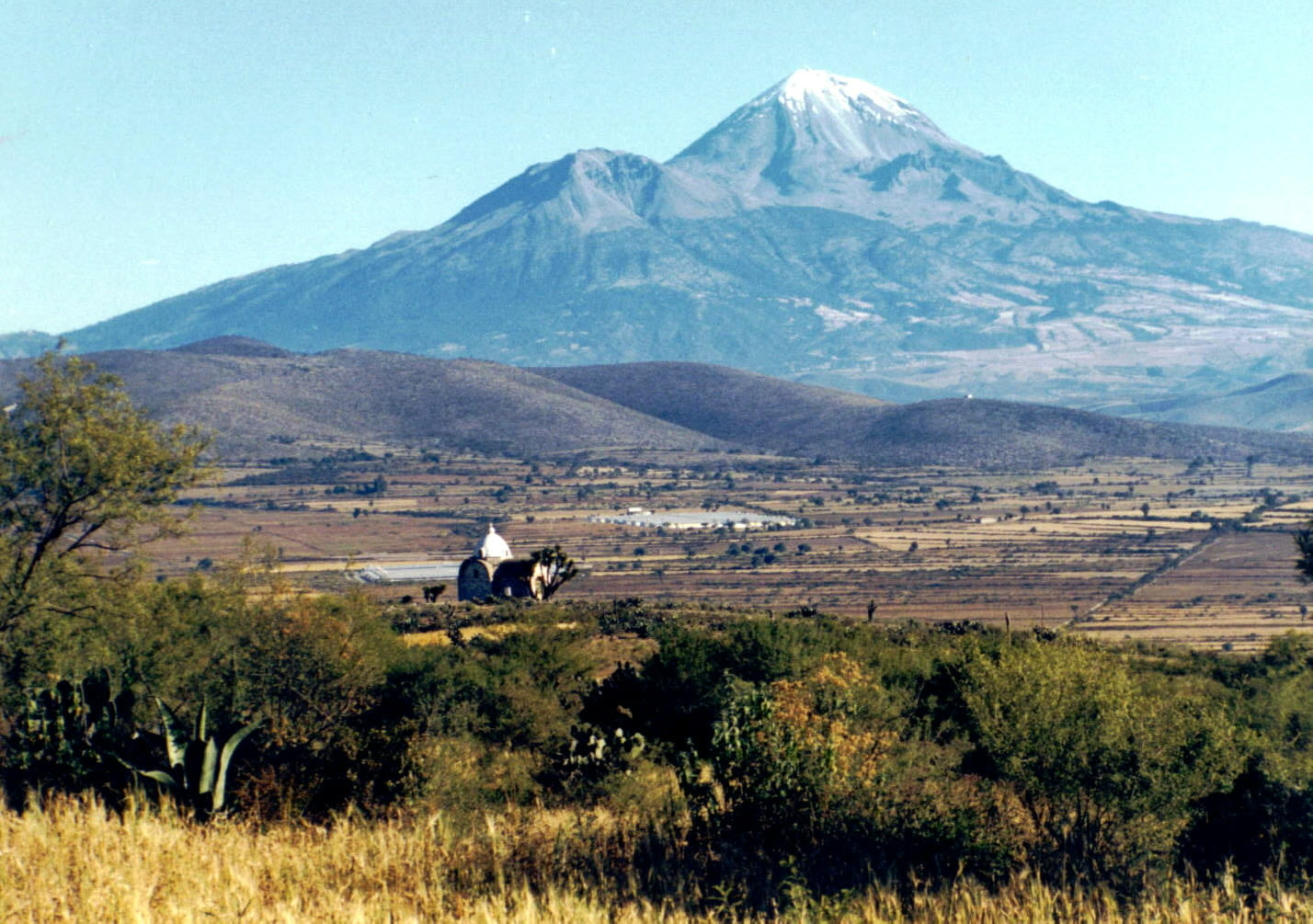
멕시코의 Citlaltépetl, 높은 해발 고도.

북아메리카 남부에 삼각형 모양으로 자리잡은 멕시코는 세로로 북쪽에서 남쪽까지 3,000 킬로미터 넘게 뻗어 있다. 가로 폭은 위치에 따라 다른데, 북쪽에는 폭이 2,000 킬로미터가 넘는 곳이 있는가 하면 남쪽 테우안테펙 지협의 폭은 220 킬로미터 이하까지 줄어든다.
멕시코는 북쪽으로는 미국과, 남쪽으로는 벨리즈, 과테말라와 국경이 맞닿아 있다. 바하칼리포르니아반도는 멕시코 서쪽의 1,250 킬로미터짜리 반도로서 캘리포니아만을 형성한다. 동쪽에는 멕시코만과 멕시코의 또다른 반도인 유카탄반도에 의해 만들어지는 캄페체만이 있다. 멕시코 중부는 광대하고 높은 고원 지대이다.

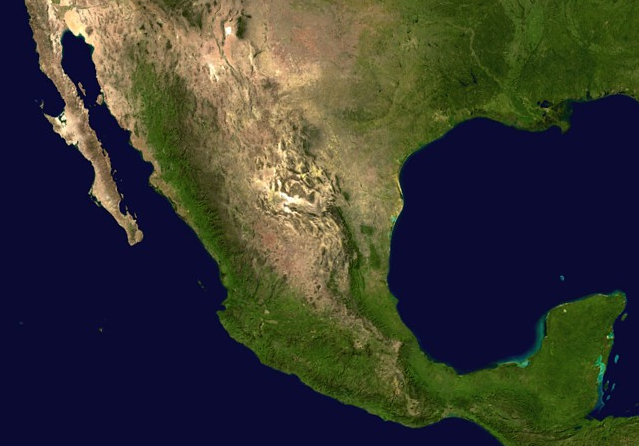
우주에서 본 멕시코

지형과 기후는 거친 사막인 북쪽에서 열대 우림인 남쪽에 이르기까지 변화가 있다. 멕시코의 큰 강으로는 북쪽 국경의 리오그란데강이나 남쪽 국경의 우수마신타 강 등이 있다.
해안저지는 열대 내지 아열대이다. 북서쪽 연안의 저지는 반사막이 펼쳐지는 건조지대이다. 중앙부의 멕시코 고원은 그 고도로 인하여 4계절 내내 온대적인 기온이며, 수도의 월 평균기온은 12∼18℃이다. 강우량은 일반적으로 적으나 남쪽으로 갈수록 많아져서 남부에서는 약 600mm, 북부에서는 약 200mm이다. 멕시코 기후의 특징은, 고도차에 따라 기후와 식생이 현저하게 변하는 일이다. 열대 저지, 온대 고원, 냉대 침엽수림, 알프스형 초지, 만년설 고산대가 고도차에 따라 관찰된다.

## 정치

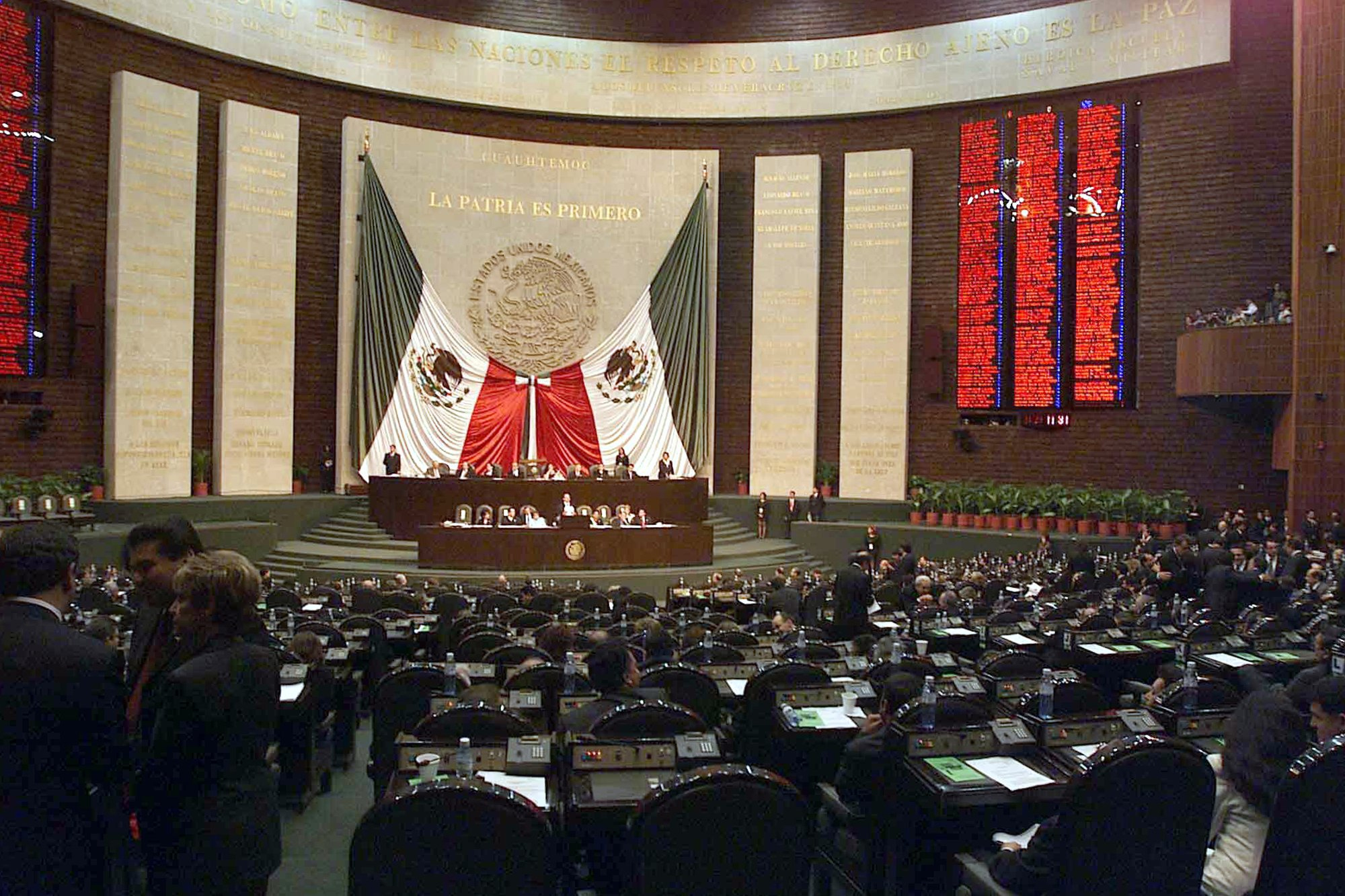
멕시코 국회 하원 내부.

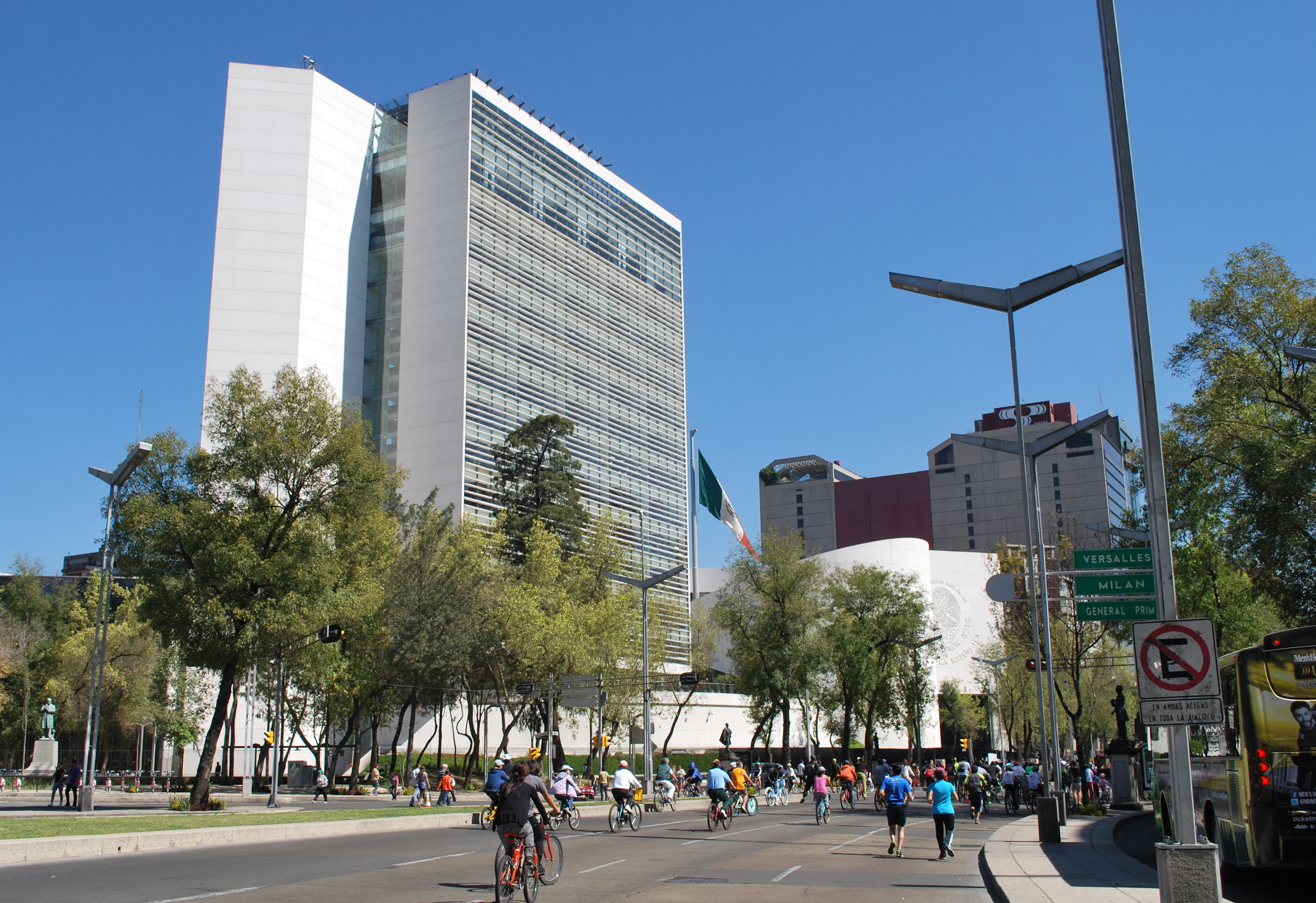
공화국 상원 의사당.

멕시코 합중국은 연방 국가로, 연방 정부는 대의제를 따르는 민주주의 공화국이며 1917년 헌법에 따라 대통령제를 채택하고 있다. 헌법은 세 단계의 정부를 규정하고 있다. 연방 정부, 주 정부, 지방 정부가 바로 그것이다. 모든 단계의 정부에서 공무원은 단순 다수제(first past the post)나 비례 대표제 선거 혹은 다른 선출직 공무원의 권한으로 임명된다.
연방정부는 삼권분립 제도를 기반으로 구성된다.
- 입법부: 양원제이며, 연방 법 제정, 전쟁 선포, 세금 부과, 국가 예산 승인, 국제 조약, 외교 합의 비준 등의 권한이 있다.
- 행정부: 대통령이 정부 수반이며 멕시코 군의 통수권자이다. 또 대통령은 내각의 각료와 여러 공무원을 임명할 수 있으며, 이때 공화국 상원의 승인을 받아야 한다. 대통령은 법을 집행하며, 법안 거부권을 행사할 수 있다.
- 사법부: 대법원에는 11명의 판관이 있으며 대통령이 공화국 상원의 승인을 받아 임명한다. 이들은 법을 해석하고 연방 차원의 소송을 심리한다. 다른 사법 기관으로는 선거 재판소, 단일/지역 재판소, 연방 사법 재판소 등이 있다.

행정부의 모든 선출직 공무원은 다수득표제에 따라 선거를 치른다. 의회 의원직은 다수득표제와 연방 차원의 비례대표제가 적용된다. 하원의 경우 300명은 다수득표제로, 200명은 전국 5개 선거구에서 정당명부식 비례대표제로 선출된다. 공화국 상원은 모두 128명인데, 연방 구역과 각 주마다 2명씩 다수득표제로 64명, 그리고 연방 구역과 각 주마다 1명씩 차등 득표자(first runner up)로 32명, 그리고 전국 단위 정당명부식 비례대표제로 32명을 선출한다.
멕시코 헌법에 따르면 모든 주 정부는 일개 공화국의 형태로 행정부(주지사와 각료), 단원제 의회, 법원 세 부분으로 구성되어야 한다. 각 주마다 주 단위의 법령을 제정할 수 있다.
2006-2009년 멕시코 의회에는 여덟 정당이 있으나 그 중 다섯 정당은 전국에서 4%이상 표를 얻지 못해 원내에 진출하지 못했으며, 아래 세 개 정당만이 멕시코 정치에서 지배적인 위치를 점했으나 현재는 국가재건운동이 원내 다수당이 되었다.
- 국가재생운동(Movimiento Regeneración Nacional, MORENA): 2014년에 창당한 좌파 정당이자 현재는 집권 여당이다.
- 국민행동당(Partido Acción Nacional, PAN): 1939년에 창당한 중도우파정당.
- 제도혁명당(Partido Revolucionario Institucional, PRI): 멕시코 혁명의 모든 당파를 통합하고자 1929년 창당한 중도좌파 정당. 제도혁명당의 이념은 사회민주주의였으나,  현재는 포괄정당으로 변모하여 좌파에서 중도 정당이 되었다.
- 민주혁명당(Partido de la Revolución Democrática, PRD): 1988년 선거에 출마한 쿠아우테목 카르데나스의 국민민주전선과 사회주의와 자유주의 정당이 연합하여 1989년 창당했다.

1929년부터 제도혁명당은 멕시코 정계에서 독보적인 패권을 가졌다. 1977년부터 잇따른 선거 개혁으로 야당이 지역, 연방 의회에서 더 많은 의석을 차지하게 되었다. 이런 흐름은 2000년 대선에 정점에 이르러 국민행동당의 비센테 폭스가 71년 만에 비제도혁명당 대통령으로 당선되었다. 그러나 2012년 엔리케 페냐 니에토의 당선으로, 12년만에 재집권하게 되었다.
2006년 대선에서 국민행동당의 펠리페 칼데론이 민주혁명당의 안드레스 마누엘 로페스 오브라도르와 근소한 격차(0.58%)로 이겼다. (멕시코에는 결선투표 제도가 없다.) 선거 재판소는 펠리페 칼데론을 대통령으로 판결했다. 2006년 12월 1일 자정에 그의 내각이 출범했으며 로스 피노스에서 비센테 폭스 전 대통령에게서 칼데론은 대통령 현장(懸章)을 받았다. 그는 2006년 12월 1일 아침에 의회에서 공식적으로 취임했다. 2012년 12월 1일 후임자인 제도혁명당의 엔리케 페냐 니에토가 선출된 상태에서 6년의 임기를 보장을 받고 퇴임을 했으며 2018년 7월 1일에 국가재건운동의 안드레스 마누엘 로페스 오브라도르가 승리하여 1929년 이후 89년 만에 정권 교체를 하여 2018년 12월 1일에 정식으로 대통령에 취임을 하였으며 2024년 9월 30일에 퇴임을 하였다. 현재는 클라우디아 셰인바움이 대통령으로 취임하였다.

### 행정 구역
멕시코는 31개의 주와 1개의 특별구로 나뉘어 있다.

### 외교 관계
멕시코의 외교관계는 대통령이 직접, 그리고 외교부를 통하여 관리되고 있다. 전통적으로 멕시코 정부는 정치/경제적 압박보다는 주로 도의적 설득을 통해 해외의 이익을 유지하고 영향력을 행사하고자 했다.
멕시코 혁명 이래 그리고 에르네스토 세디요 대통령 때까지 멕시코의 외교 정책은 에스트라다 독트린(Doctrina Estrada, 제안자 헤나로 에스트라다의 이름에서 나왔다.)이었다. 에스트라다 독트린이란 주권 중심의 외교적 가이드라인이었다. 이에 따르면 외국 정부는 좋고 나쁘고 여부를 떠나 다른 나라의 정부나 그 변화에 대해 판단해서는 안되며 그런 행동은 주권 침해가 된다는 것이다. 이 정책은 불간섭 원칙, 태평양 문제(Pacific Solution to Controversies), 민족 자결에 기반을 두었다.
비센테 폭스 대통령은 호르헤 카스타녜다를 외무성 장관으로 임명했다. 카스타녜다는 즉시 에스트라다 독트린을 깨고 그의 비판자들이 카스타녜다 독트린으로 불리는 정책을 추진했다. 이 새 외교 정책은 국제 사회의 비판을 수용하고 개방하여, 국제 사회에 멕시코가 더 적극적으로 참여하게끔 했다.
개방적인 외교 정책의 연장선상에서 몇몇 정당은 멕시코의 육해공군이 유엔의 평화유지 임무에 동참하거나 도움을 요청하는 국가에 군대를 파견할 수 있게 헌법을 개정하자고 주장하고 있다.

## 교통
멕시코는 미국과 인접하고 있기 때문에 도로망의 근대화는 라틴아메리카 중에서 가장 뛰어나다. 수도 주변에는 고속도로가 개통되었고, 항공도 발달해 있다.

## 불법 이민 문제
이 나라는 미국으로 이동하는 불법 이민자 문제를 앓고 있으며, 이미 20세기 ~ 21세기대에서 중남미, 중국, 제3세계 개발도상국 출신이 이 멕시코-미국 방향쪽 국경으로 몰래 넘어오는 사례가 많이 존재한다.

## 인구
약 1억 3194만 7천명 (2025년)

## 사회인종
| 멕시코의 인종과 민족 (CIA Factbook)                           | 멕시코의 인종과 민족 (CIA Factbook) | 멕시코의 인종과 민족 (CIA Factbook) | 멕시코의 인종과 민족 (CIA Factbook) | 멕시코의 인종과 민족 (CIA Factbook) |
| ------------------------------------------------------------- | ----------------------------------- | ----------------------------------- | ----------------------------------- | ----------------------------------- |
| 인종/민족                                                     |                                     |                                     |                                     |                                     |
| 원주민                                                        | 원주민                              |                                     | 29.0%                               | 29.0%                               |
| 백인                                                          | 백인                                |                                     | 15.0%                               | 15.0%                               |
| 혼혈                                                          | 혼혈                                |                                     | 55.0%                               | 55.0%                               |
| 기타 멕시코인                                                 | 기타 멕시코인                       |                                     | 1.0%                                | 1.0%                                |
| 기타: 아프리카계 멕시코인, 아시아계 멕시코인, 아랍계 멕시코인 |                                     |                                     |                                     |                                     |

한편, 멕시코의 인종 구성은 현재 백인과 원주민의 혼혈인 메스티소가 약 60%, 30%가 아메린디아인 또는 원주민, 9%가 백인이다. 흑인은 초기 식민지 시대에 대농장의 노예 노동력으로서 이입된 자들의 후손이다. 그러나 대체로 메스티소의 증가와 인디오의 감소라는 경향이 보인다.
또 스페인어 가 국어이지만, 원주민 중에서 100만을 넘는 사람들이 그들 자신의 모어를 일상어로 사용하고 있다.

### 언어
스페인어가 사실상 공용어이다. 멕시코에서 사용하는 스페인어는 스페인에서 쓰는 스페인 스페인어와는 다른 어휘와 어법을 사용하는 멕시코 스페인어라고 하는 별도의 방언을 사용한다. 미국과의 관계가 개선됨에 따라 영어도 사용되며, 프랑스어, 러시아어, 이탈리아어도 외국어로서 조금 쓰인다.
중국어, 아랍어, 이디시어는 이주민들 사이에서 쓰이고, 원주민들은 마야어, 나우아틀어 등 여러 가지 언어와 방언을 쓴다.

### 종교

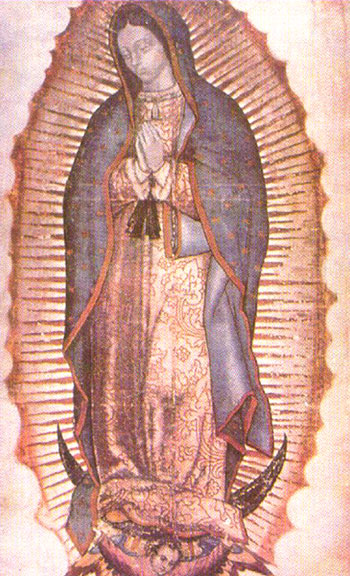
과달 루페의 성모, 멕시코 천주교의 주요 기적.

스페인 식민지의 영향으로 대부분 토착화된 로마 가톨릭 교회를 믿는다. 로마 가톨릭 교회는 1911년 멕시코 혁명전까지 기득권층의 일부를 형성했으나, 혁명정부의 사회개혁으로 기득권을 잃게 되었다. 실례로 혁명정부에서는 로마 가톨릭 교회 성직자가 투표에 참여하지 못하게 하여 교회의 정치적 간섭문제를 개혁하였다. 20세기초 성공회(Anglicana)와 개신교(Evangelica)가 들어왔는데, 이들은 문맹퇴치사업으로 멕시코 정부의 원주민 동화정책에 기여했다. 원주민 고유의 토착 종교도 소수 존재한다.

### 도시
멕시코의 주요 대도시별 광역권 인구와 순위는 다음과 같다.
멕시코 대도시(광역권) 순위
(인구 100만명 이상급)
멕시코 전체 인구 약 1억 2,800만 명
1.멕시코시티 : 20,400,000명
(중남부)
2.과달라하라 : 4,796,050명
(중서부)
3.몬테레이 : 4,520,329명
(북부)
4.푸에블라 : 2,929,347명
(중남부)
5.톨루카 : 2,170,000명
(중남부)
6.티후아나 : 1,895,797명
(서북부)
7.레온 : 1,887,703명
(중부)
8.시우다드후아레스 : 1,506,198명
(북부)
9.토레온 : 1,275,993명
(북부)
10.메히칼리 : 1,102,342 명
(서북부)
11.케레타로 : 1,097,028명
(중부)
12.산루이스포토시 : 1,097,906명
(중북부)
13.메리다 : 1,035,238명
(동남부)
14.아구아스칼리엔테스 : 1,000,000명~1,225,432명
(중북부)
15.아카풀코 : 1,021,000명
(남부)
16.쿠에르나바카 : 1,000,000명
(중남부)
17.치와와 : 960,000명
(북부)

### 교육

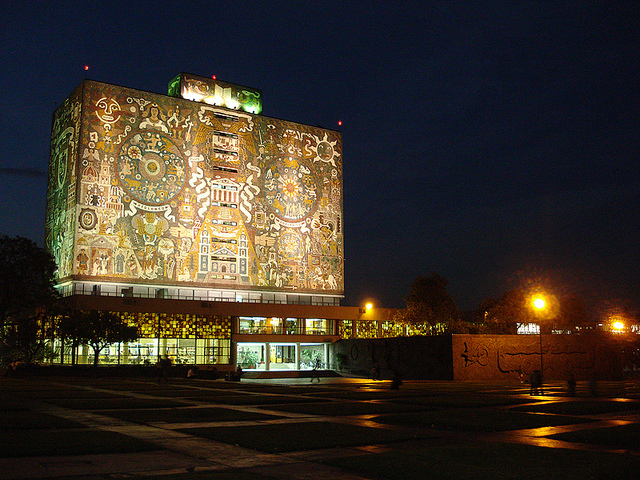
멕시코 국립 자치 대학, 스페인어권에서는 최고의 대학이라고 평가했다.

멕시코의 학교 교육에서는 스페인어와 영어가 필수이며 독일어와 프랑스어를 외국어로 배운다. 이 나라의 UNAM이라는 대학은 등록금이 원화로 단돈 500원에 이를 정도로 싸다.

## 경제
멕시코는 신흥공업국으로 분류된 국가이다. 풍부한 노동 인력과 석유 등의 지하자원, 미국과의 근접성을 바탕으로 60~70년대를 기하여 상당한 경제 발전을 이룩하였다. 하지만 대다수 국민들의 생활이 부유하지는 않다. 2010년 기준 지니계수가 47.2 가량으로 불평등한 소득 구조를 보이는 편이다. 또한 페멕스가 정부 수입의 37% 가량에 달하는 등 소수 기업들의 경제 편중도가 높은 편이기도 하다. 미국과 NAFTA를 체결하였으며 OECD, G20 공업 국가이다. 일부 언론에서는 멕시코를 넥스트11로 꼽기도 한다.
미국과의 불평등한 자유무역 협정을 통해 빈부격차가 심화되었다.

### 무역
2017년 기준으로 멕시코의 주요 수출국은 미국(79.95%), 캐나다(2.78%), 독일(1.7%), 중국(1.64%), 스페인(1.04%)이다. 주요 수입 상대국은 미국(46.39%), 중국(17.64%), 일본(4.33%), 독일(3.91%), 한국(3.75%)으로 주요 수출입 상대국은 전 세계적으로 분포되어 있다. 2017년 기준으로 총수출액은 409,451백만 달러, 총수입액은 420,369백만 달러이다. 주요 수출 품목은 자동차(26,904,732.58백만 달러), 석유(19,930,449.11백만 달러), 반도체(18,770,249.46백만 달러), 통신기기(16,315,314.57백만 달러), 트럭(16,182,444.20백만 달러)이다. 주요 수입 품목은 석유(24,825,059.80백만 달러), 직접 회로(16,376,734.34백만 달러), 자동차(6,472,373.01백만 달러), 통신기기(6,078,934.26백만 달러), 전자 부품(5,899,990.79백만 달러)이다.

## 스포츠
멕시코에서 가장 인기있는 스포츠는 축구, 복싱, 야구, 레슬링 등으로 동남부 유카탄지방과 서북부 켈리포니아반도 지방에서는 축구보다 야구가 매우 인기있다.

## 전통의상
멕시코의 전통의상은 원래 면, 나무껍질, 용설란의 줄기 등으로 만든 옷감이 많았지만 스페인의 영향을 받아 실크 등의 재료로도 많이 사용되었다.
멕시코 전통의상은 '우이필'이 있다. 또, '레보소'도 있다. 우이필은 위필 또는 웨필리라고도 부른다. 멕시코의 농사일을 하는 여자들이 입는 민족 의상으로서, 소매없는 블라우스 모양의 관두의 또는 중남미, 특히 과테말라의 토착원주민 여성들이 이용하는 폰초식의 의복이다. 레보소는 머리를 두르거나 옷감의 재료로 많이 사용한다. 모자는 솜브레로가 있다. 또 판초도 쓴다.

## 요리

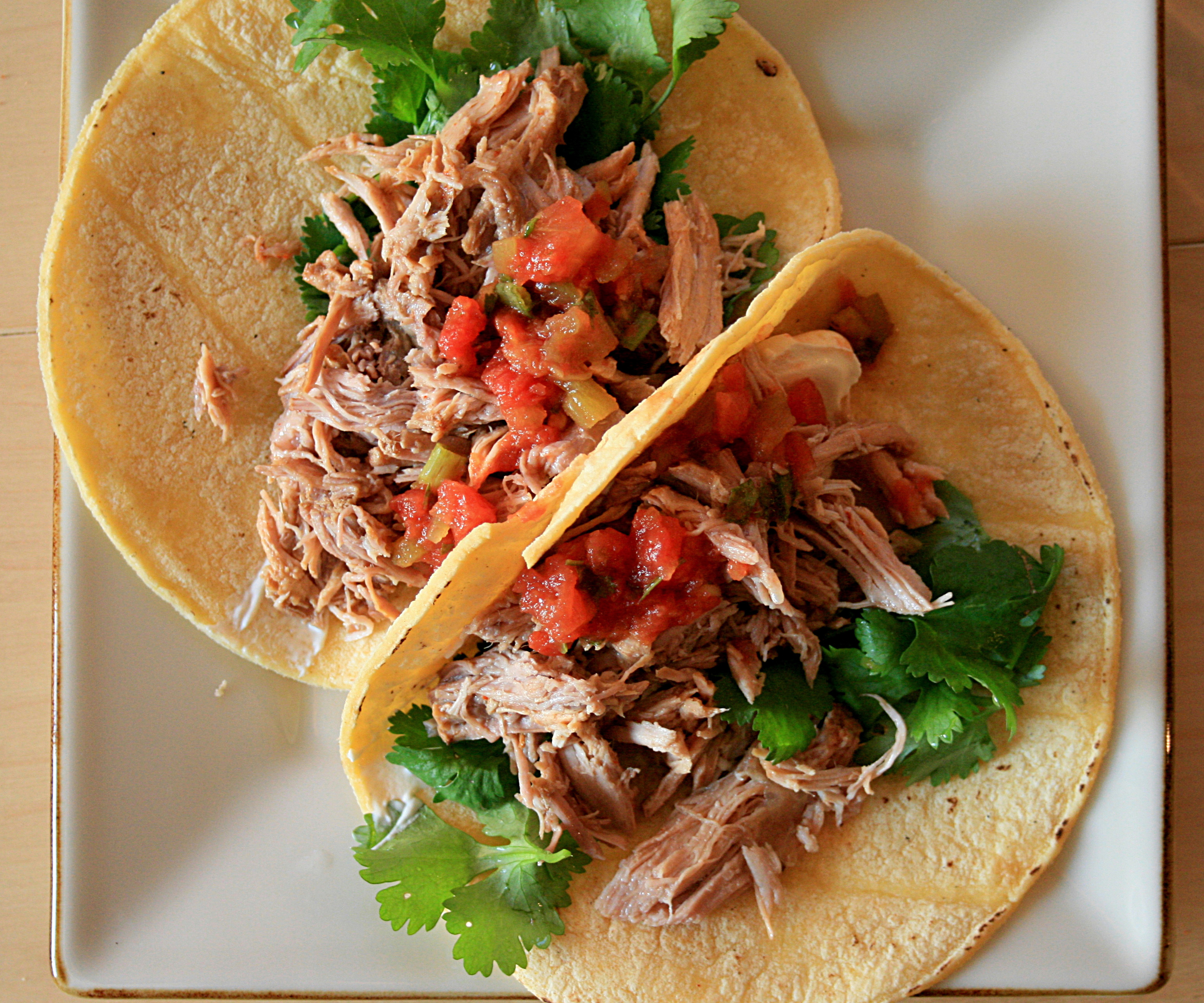
타코.

옥수수가 주식인 멕시코에서는 말린 옥수수 가루를 반죽해 만든 토르티야에 다진 고기 등 각종 음식을 넣어 먹는 타코를 대표 음식으로 친다. 멕시코식 샌드위치라고 보면 된다. 토르티야를 바삭하게 하거나 부드럽게 해서 색다른 맛을 즐긴다. 타코는 손바닥 크기만큼 동그랗게 부쳐낸 토르티야에 소고기, 돼지고기, 닭고기 등 각종 육류 및 고추, 피망, 선인장 열매 등 다양한 야채들을 각기 볶아낸 소를 쌈처럼 싸먹는 전형적인 멕시코 요리다. 맛은 의외로 느끼하지 않고 담백하며, 무엇보다도 취향에 따라 소를 고를 수 있어 선택의 폭이 넓은 것이 장점이다. 뿐만 아니라 손에 들고 다니면서 먹기 쉬워 한끼를 간편하게 때우기에는 최고의 음식이라 할 수 있다. 타코는 대중적인 멕시코 요리이기 때문에 어느 지역에서나 흔히 가게를 찾을 수 있다. 아주 전형적인 멕시코 음식으로는 포솔레(pozole)가 있다. 돼지 머리고기와 커다란 옥수수 덩어리들이 하얀 국물에 담겨 나오는데, 여기에 레몬 즙과 순무, 양파와 향초, 고추 그리고 마지막으로 뻘건 고추양념을 넣고 휘저여 먹는다. 매콤한 돼지고기 국물 맛이다.
주요 음료는 오르차타이며 쌀 음료이며, 약간 계피향이 난다. 주류는 메스깔 등이 있고, 그 종류 중에 잘 알려진 테킬라가 있으며 이 테킬라는 용설란으로 만든 술이다. 브리또와 퀘사디아도 잘 알려진 멕시코 음식 중 하나이다.